# بير تارجي ماركوسين
بير تارجي ماركوسين (بالنرويجية البوكمول: Per Terje Markussen)‏ هو لاعب كرة قدم نرويجي في مركز مهاجم ‏، ولد في 1 أبريل 1959 في درامن في النرويج. شارك مع منتخب النرويج تحت 21 سنة لكرة القدم ومنتخب النرويج لكرة القدم. أما مع النوادي، فقد لعب مع نادي ميوندالن.

## وصلات خارجية
- بير تارجي ماركوسين على موقع اتحاد النرويج (النرويجية)